# Picard (ruimtesonde)
Picard is een Franse ruimtesonde van het CNES, die op 15 juni 2010 gelanceerd werd met een Dnjepr 1-draagraket vanop de basis Jasny (oblast Orenburg) in de Russische Federatie.  De raket bracht naast Picard nog het Zweedse satellietenpaar PRISMA in een baan om de aarde. De omloopbaan van Picard is zonsynchroon, zodat de zon altijd zichtbaar is vanuit de satelliet.
Picard is een kleine zonobservatiesatelliet, die deel uitmaakt van de "Myriade"-reeks van microsatellieten. De satelliet is genoemd naar Jean Picard (1620-1682), die als eerste de diameter van de zon nauwkeurig bepaalde. De satelliet moet de totale en spectrale bestralingssterkte van de zon meten, evenals de vorm en diameter van de zon, en door middel van helioseismologie het inwendige van de zon onderzoeken. Dit moet meer inzicht geven in de oorzaak van de fluctuaties van de zonneactiviteit en de invloed daarvan op het klimaat op aarde.
Het totaalgewicht van Picard is ongeveer 150 kg. De levensduur van de missie was begroot op minstens 2 jaar. De missie eindigde op 4 april 2014.
De wetenschappelijke apparatuur aan boord bestaat uit:
- SOVAP (SOlar VAriability PICARD), samengesteld uit een differentiële absolute radiometer en een bolometrische sensor om de totale zonnebestralingssterkte (dit is de zonneconstante) te meten. Dit instrument werd gebouwd door het KMI in België[2];
- PREMOS (PREcision MOnitor Sensor), bestaande uit drie fotometers om de vorming en afbraak van ozon te bestuderen en om helioseismologische waarnemingen te doen, en een absolute differentiële radiometer om de totale zonnebestralingssterkte te meten;
- SODISM (SOlar Diameter Imager and Surface Mapper), een telescoop met CCD sensor om de diameter en vorm van de zon nauwkeurig te meten en om helioseismologische waarnemingen te doen. De Venusovergang van 6 juni 2012 werd door de SODISM-telescoop van Picard geobserveerd en op beeld vastgelegd.[3]